# Toogspel
Een toogspel is een bijzondere toneelvorm die erg populair was in de Zuidelijke Nederlanden tijdens de late Middeleeuwen.
Toogspelen waren vaak uitgebreide versies van tableaux vivants, voorzien van commentaar om de allegorische voorstellingen te verduidelijken. Toogspelen hadden een educatieve functie, zij waren vooral bedoeld om het publiek iets te leren.
Ze werden opgevoerd tijdens stedelijke vorstenfeesten en op religieuze feestdagen en waren nauw verbonden met de tableaus vivants die tijdens de bijhorende stoeten en processies werden vertoond.

## Bekende voorbeelden
- Menych Sympel, een Brussels toogspel uit 1466 ter ere van Karel van Charolais. In het stuk kregen Karels afstamming en relatie met zijn illustere voorouder en naamgenoot Karel de Grote ruime aandacht, zodat hij na het overlijden van zijn vader Filips de Goede erkend zou worden als diens natuurlijke opvolger als Hertog van Brabant. Over wie dit toogspel geschreven heeft bestaat geen zekerheid, maar het wordt vaak toegeschreven aan de bekende rederijker Colijn Caillieu.[3]
- Den spieghel der behoudenessen van de bekende Brusselse rederijkerJan Smeken